# Traité d'Uxbridge
Le traité d'Uxbridge, signé début 1645, est une importante tentative de négociation visant à mettre fin à la Première guerre civile anglaise.

## Contexte
En novembre 1644, le Parlement a rédigé vingt-sept articles qui ont été présentés au roi Charles Ier à Oxford. Beaucoup de ces « Propositions d'Uxbridge » étaient de la plume du juge écossais Archibald Johnston (en) et étaient très affirmées, proposant notamment l'établissement du Presbytérianisme au sud de la frontière et la prise du contrôle des questions militaires par le Parlement.
Après la deuxième bataille de Lostwithiel (en), la seconde bataille de Newbury et la consécutive libération du château de Donnington, ainsi que la campagne de James Graham (1er marquis de Montrose) en Écosse, Charles avait décidé que la situation militaire tournait en sa faveur. La victoire de Montrose à la bataille d'Inverlochy (en) a eu lieu pendant la conférence. Son incitation à faire des compromis s'en trouva réduite, mais il en fut de même du côté du Parlement, qui avait une grande confiance en sa New Model Army.

## Propositions
Samuel Rawson Gardiner décrit ainsi articles parlementaires :

« Non seulement les demandes d’exclusion des sièges à la Chambre des Lords ne pouvant se faire sans l’assentiment du Parlement, mais aussi la nomination permanente des officiers et des juges devant être soumise à l’approbation du Parlement, l’éducation et le mariage des enfants du roi de King devant être placés sous le contrôle du Parlement, ce qui avait été omis des propositions d'Oxford, réapparaissent (§§ 19, 20, 21), mais la nécessité de l'approbation parlementaire devait atteindre tous les juges au lieu d'être limitée à trois comme stipulé dans les dix-neuf propositions, et on a ajouté une nouvelle proposition demandant que le droit de déclarer la paix et la guerre ne puisse être exercé qu'avec l'accord du Parlement (§ 23), et de créer un organe permanent de commissaires pour agir en association avec un organe similaire de commissaires écossais, pour contrôler toutes les forces militaires des deux royaumes avec les pleins pouvoirs (§ 17). En outre, de longues listes ont été établies avec les noms des royalistes qui devaient être soumis à diverses sanctions, et des catégories entières de personnes non identifiées ont été ajoutées, les frais de la guerre étant imputés à ces délinquants royalistes (en) (§ 14). Quant à la religion en Angleterre, elle devait non seulement être portée à l'uniformité la plus proche possible de celle de l'Écosse (§ 5), mais le roi lui-même devait jurer et signer la Ligue et l'Alliance solennelles (§ 2). De telles demandes ne peuvent avoir été faites que dans le but de piétiner les sentiments du roi ainsi que son autorité politique, et il aurait été bien plus raisonnable de demander son consentement à un acte d'abdication qu'à de tels articles. »

Il continue :

« Les contre-propositions de Charles du 21 janvier 1645 (no 62, p. 286) sont conçues dans un esprit beaucoup plus raisonnable. Elles font appel aux droits légaux du roi, demandant, en bref, que la Constitution soit acceptée telle qu’elle était à la fin du mois d’août 1641 — et comme elle resterait jusqu'à la Restauration de 1660 —, que le livre de prière commun devrait être préservé du « mépris et de la violence », et qu'un projet de loi devrait « être conçu pour faciliter la tendre conscience ». Si les règlements constitutionnels pouvaient être jugés ainsi qu'écrits sur le papier, sans référence au caractère de ceux qui devraient les travailler, il ne pouvait y avoir aucun doute que l'offre du roi offrait au moins une base de négociation admirable. »

## Procédure
Les deux camps logeaient à Uxbridge, les royalistes au sud, et les parlementaires au nord. Christopher Love (en) fit un sermon, fortement opposé aux royalistes, et fut réprimandé par le Parlement. Les réunions se tinrent dans le domicile de Sir John Bennet.
Les négociations, infructueuses, se tinrent du 29 janvier au 22 février. Le roi offrit de ne régner que sur les évêques, pour ce qui concerne les sujets religieux, et offrit au Parlement une partie du contrôle de la milice, pendant trois ans.

## Présents

### Royalistes
- John Ashburnham (en)[7]
- Orlando Bridgeman (1er baronnet de Great Lever)[7]
- Arthur Capel[8],[7]
- John Colepeper (1er baron de Colepeper)[7]
- Thomas Gardiner (en)[7]
- Henry Hammond (chapelain)[9]
- Christopher Hatton, 1er baron de Hatton (en)[7]
- Edward Hyde, 1er comte de Clarendon[7]
- Richard Lane (en)[7]
- Francis Leigh (1er comte de Chichester)[7]
- Edward Nicholas, Secretary of State (en)[7]
- Geoffrey Palmer (1er baronnet) (en)[7]
- Henry Pierrepont (1er marquis de Dorchester)[7]
- Francis Seymour (1er baron Seymour de Trowbridge)[7]
- William Seymour (2e duc de Somerset)[7]
- Gilbert Sheldon[10]
- James Stuart, 1er duc de Richmond (responsable de la commission)[7]
- Richard Steward (en)[7]
- Thomas Wriothesley (4e comte de Southampton)[7]

### Parlementaires
- William Cecil (2e comte de Salisbury)[7]
- John Crew (1er Baron de Crew)[7]
- Erasmus Earle (en) (secrétaire)[11]
- Basil Feilding, 2e comte de Denbigh[7]
- Nathaniel Hardy (en)[12]
- Philip Herbert, 4e comte de Pembroke[7]
- Denzil Holles, 1er baron de Holles[7],[n 3]
- Stephen Marshall, prêtre anglais (en)[13]
- Algernon Percy (10e comte de Northumberland) (responsable de la commission)[7]
- William Pierrepont (1607–1678, frère de Henry)[7]
- Edmund Prideaux (en)[7],[14]
- Oliver St John[7]
- John Thurloe (secrétaire)[7]
- Henry Vane[7]
- Richard Vines (en) (1600-1656)[15]
- Thomas Wenman, 2e vicomte de Wenman (en)[7],[16]
- Bulstrode Whitelocke[7]

### Représentants écossais
- Robert Barclay[7]
- Lord John Bolmerino[7]
- Archibald Campbell (9e comte d'Argyll)[7]
- John Campbell, 1er comte de Loudoun (en) (responsable de la délégation)[7]
- Mr. Cheesly (secrétaire)[7]
- George Dundas[7]
- Charles Erskine (1er baronnet)[7]
- Alexander Henderson (en)[7]
- Archibald Johnston (en)[7]
- Hugh Kennedy[7]
- John Maitland, 1er duc de Lauderdale[17]
- Sir John Smith[7]